# Naknek
Naknek è un census-designated place degli Stati Uniti d'America, capoluogo del borough di Bristol Bay, nello Stato dell'Alaska.